# Regīna Ezera
Regīna Ezera z domu Šamreto (ur. 20 grudnia 1930 w Rydze, zm. 11 czerwca 2002 w Ķegums) – łotewska pisarka polskiego pochodzenia. Uhonorowana najwyższym z obecnie nadawanych łotewskich odznaczeń państwowych, Orderem Trzech Gwiazd.

## Życiorys
Regīna Šamreto jako pseudonim literacki wybrała nazwę Ezera, który oznacza jezioro. Była córką Roberta i Lūciji Šamreto. Jej ojciec pochodził z mieszanej polsko-niemieckiej rodziny, a matka - z rodziny polsko-łotewskiej. Rodzina jej matki pochodziła z Łatgalii, w domu mówiono po polsku. Łotewskiego przyszła pisarka uczyła się tylko w szkole. W 1944 roku Regīna z rodzicami została deportowana do obozu dla uchodźców w Aken w Niemczech. Do Rygi wrócili w październiku 1945 roku. Tam w 1950 roku ukończyła gimnazjum i rozpoczęła studia dziennikarskie na Uniwersytecie Łotewskim. 
W latach 1954–1957 pracowała w magazynie „Рionieris”, współpracowała także z czasopismem „Bērnība”, który w 1955 roku opublikował jej opowiadanie Pat īkšķis nelīdzēja. W 1961 roku wydała zbiór opowiadań Un ceļš vēl kūp. Od lat 60. XX wieku poświęciła się głównie pisaniu. Była też aktywna politycznie. W latach 60. XX wieku była członkiem Rady Robotniczej w Rydze (Rīgas Deputātu padome), a w latach 1976–1978 lokalnego komitetu Partii Komunistycznej. Pod koniec lat 70. i 80. Ezera reprezentowała Łotewską SRR w Związku Pisarzy ZSRR. W 1978 roku przeprowadziła się do wiejskiego domu, który mieścił się na lewym brzegu Dźwiny. W 1995 roku została odznaczona Orderem Trzech Gwiazd, najwyższym państwowym odznaczeniem na Łotwie.
Pod koniec lat 80. zaangażowała się w ruch na rzecz odzyskania niepodległości przez Łotwę. Ostatnie lata życia przeżyła w ubóstwie, cierpiała na depresję.

## Życie prywatne
W 1951 roku poślubiła Jēkabsa Lasenbergsa. Mieli dwie córki – Inese (ur. 1951) i Ilze (ur. 1955), małżeństwo jednak nie przetrwało. Po rozwodzie, w 1958 roku poślubiła Česlavsa Kindzulisa, pisarza i tłumacza. Z tego związku urodziła się córka Aija, również pisarka.

## Twórczość
Pierwsze opowiadanie opublikowała w 1955 roku. Opublikowała 28 powieści z których najbardziej znane są: Zemdegas (1977), Aka (1972, Ezera sonāte (1976), Varmācība (1982) i Nodevība (1984). W języku polskim nie ukazała się żadna z jej powieści. Jej opowiadania są dostępne w antologiach: z 1979 roku Frygijskie bławatki: opowiadania 1977 wydanej przez Państwowy Instytut Wydawniczy, z 1984 roku w wydanej przez Spółdzielnię Wydawniczą Czytelnik antologii Zielone żagle złudzeń: opowiadania łotewskie znalazło się opowiadanie Kwitną liliowe wrzosy... i z 1987 roku wydanej przez PIW antologii Człowiek z psim węchem. Opowiadania ironiczne w której ukazało się opowiadanie Ezery Człowiek z psim węchem w tłumaczeniu Genowefy i Czesława Seniuchów.

## W kulturze
W 1977 roku miała miejsce premiera filmu Sonata nad jeziorem, w reżyserii Gunārsa Cilinskisa i Varisa Brasla, którego scenariusz powstał na podstawie powieści Aka. W 1980 roku powstał film Vasara bija tikai vienu dienu w reżyserii Pēterisa Krilovsa, na podstawie opowiadania pod tym samym tytułem. W 1987 roku na kanwie powieści Zemdegas wystawiono sztukę Mirāžas w Rīgas Krievu drāmas teātrī. W 1996 roku powstał obraz Pūķa ola na podstawie opowiadania pod tym samym tytułem.  

## Nagrody i wyróżnienia
- 1974: Zasłużony pracownik kultury Łotewskiej SRR[1]
- 1981: Pisarz Ludowy Łotewskiej SRR[1]
- 1986: Order Czerwonego Sztandaru[11]
- 1995: Order Trzech Gwiazd[11]

## Wybrane dzieła

### Powieści
- Viņas bija trīs, 1963
- Mežābele: Klāva Mazputniņa atvaļinājuma piezīmes, 1966
- Dzilnas sila balāde, 1968
- Aka, 1972
- Zemdegas, 1977
- Varmācība, 1982
- Nodevība, 1984

### Proza
- Stāsts ar laimīgām beigām, 1969
- Nakts bez mēnesnīcas, 1971
- Pavasara pērkon, 1973
- Vasara bija tikai vienu dienu, 1974
- Cilvēkam vajag suni, 1975
- Slazds, 1979

### Opowiadania
- Un ceļš vēl kūp, 1961
- Daugavas stāsti, 1965
- Aiztek Gaujas ūdeņi, 1968
- Grieze, trakais putns, 1970
- Baraviku laika dullumsa, 1978
- Princeses fenomens, 1985
- Pie klusiem ūdeņiem, 1987
- Pūķa ola, 1995
- Stāsti un noveles, 2000

### Autobiograficzne
- Visticamāk, ka ne... Stundu kalendārs, 1993
- Varbūt tā nebūs vairs nekad, 1997
- Mazliet patiesības. Nedaudz melu, 1997